# Морозов, Владимир Иванович (Герой Социалистического Труда)
Владимир Иванович Морозов (29 мая 1929 — 21 ноября 1998) — слесарь-сборщик Завода экспериментального машиностроения НПО «Энергия» Министерства общего машиностроения СССР Московская область. Герой Социалистического Труда (28.08.1948).

## Биография
Родился 29 мая 1929 года в деревне Набережное Щёлковского района Московской области. Русский.
Окончил ремесленное училище №3 в 1948 году. С 1948 по 1950 и с 1953 по 1966 годы работал слесарем на заводе №88 (город Калининград, Московской области). С 1950 по 1953 годы служил в рядах Советской Армии.
С 1966 года работал на Заводе экспериментального машиностроения (город Калининград, ныне — Королёв Московской области). С 1966 по 1967 годы — бригадир слесарей, с 1967 по 1971 годы — слесарь, с 1971 по 1998 годы — слесарь-сборщик.
Участник работ по изготовлению и сборке первых спутников и пилотируемых и беспилотных (в том числе грузовых) кораблей «Восток», Восход (космический корабль), «Союз».
12 апреля 1961 года именно слесарь-сборщик В. И. Морозов с ведущим конструктором О. Г. Ивановским на башне обслуживания высотой в 15-этажный дом дважды закрывали люк корабля «Восток», в котором стартовал первый в мире космонавт Ю. А. Гагарин (дважды, потому что после первого закрытия на пульт в бункере не поступил сигнал о плотном закрытии крышки спускаемого аппарата).
Указом Президиума Верховного Совета СССР от 17 июня 1961 года «За успешное выполнение специального задания Правительства по созданию образцов ракетной техники, космического корабля-спутника „Восток“ и осуществление первого в мире полета этого корабля с человеком на борту» Морозов Владимир Иванович был награждён Трудового Красного Знамени.
Неоднократно принимал участие в подготовке к пускам космических кораблей, находясь на технической позиции космодрома «Байконур», участвовал в сборкой агрегатно-приборных отсеков первых пилотируемых космических кораблей, в работах заводской бригады на технической позиции космодрома при подготовке к запускам кораблей «Союз» и «Прогресс», орбитальных пилотируемых станций «Салют», «Салют-3», «Салют-4», «Салют-5», «Салют-6», «Салют-7», «Мир», а также в рамках подготовки к полёту по «лунной» программе и программе ЭПАС «Союз-Аполлон».
Указом Президиума Верховного Совета СССР («закрытым») от 15 января 1976 года За участие в работе по осуществлению полёта орбитальной станции «Салют-4», а также вклад в осуществление совместного полёта советского и американского космических кораблей по программе «ЭПАС» («Союз-Аполлон»), слесарь-сборщик Научно-производственного объединения «Энергия» Морозов Владимир Иванович был удостоен звания Героя Социалистического Труда с вручением ордена ордена Ленина и золотой медали «Серп и Молот».
Заслуженный машиностроитель РФ (1996).
Жил в городе Королёв и работал в НПО «Энергия» до самой кончины. Скоропостижно скончался 21 ноября 1998 года. Похоронен на кладбище села Образцово Щёлковского района Московской области.

## Награды
- Золотая медаль «Серп и Молот» (15.01.1976)
- Орден Ленина (15.01.1976)
- Орден Трудового Красного Знамени (17.06.1961)
- Медаль «В ознаменование 100-летия со дня рождения Владимира Ильича Ленина» (6 апреля 1970)
- Медаль «За трудовую доблесть»(20.04.1956)
- Медаль «Ветеран труда»

## Память
- На могиле установлен надгробный памятник.
- В Красногорске, на доме где жил ветеран (улица Кирова, 2), установлена мемориальная доска.